# Natalia Martins
Natalia Martins (ur. 11 grudnia 1984 r. w Varginha) – brazylijska siatkarka, grająca na pozycji środkowej. 
Od sezonu 2016/2017 występuje w drużynie Molico Osasco.

## Sukcesy klubowe
Mistrzostwo Brazylii:
- 2017
- 2007, 2010, 2019

Puchar Brazylii:
- 2018

## Sukcesy reprezentacyjne
Puchar Panamerykański:
- 2008

Grand Prix:
- 2010

Puchar Borysa Jelcyna:
- 2011